# Перссон, Ноа
Ноа Карл Андерс Перссон (швед. Noah Karl Anders Persson; род. 16 июля 2003, Карлсхамн, Блекинге) — шведский футболист, нападающий клуба «Янг Бойз» и сборной Швеции. Выступает на правах аренды за клуб «Грассхоппер».

## Клубная карьера
Футболом начал заниматься в клубе «Асарум». Перед сезоном 2019 года перешёл в «Мьельбю», где стал выступать за юношеские команды. 10 сентября 2020 года подписал с клубом первый профессиональный контракт, рассчитанный на три с половиной года. 3 мая 2021 года впервые попал в заявку основной команды на матч очередного тура Аллсвенскана против «Дегерфорса», но на поле не появился. 7 августа дебютировал за клуб в чемпионате Швеции в игре с «Эребру». Перссон вышел на замену на 80-й минуте вместо Кадира Ходжича.

## Карьера в сборных
В августе 2020 года был вызван на тренировочный сбор юношеской сборной Швеции.

## Клубная статистика
| Выступление      | Выступление      | Выступление      | Лига | Лига | Кубки | Кубки | Конт. кубки | Конт. кубки | Итого | Итого |
| Клуб             | Лига             | Сезон            | Игры | Голы | Игры  | Голы  | Игры        | Голы        | Игры  | Голы  |
| ---------------- | ---------------- | ---------------- | ---- | ---- | ----- | ----- | ----------- | ----------- | ----- | ----- |
| Мьельбю          | Аллсвенскан      | 2021             | 1    | 0    | 0     | 0     | 0           | 0           | 1     | 0     |
| Мьельбю          | Итого            | Итого            | 1    | 0    | 0     | 0     | 0           | 0           | 1     | 0     |
| Всего за карьеру | Всего за карьеру | Всего за карьеру | 1    | 0    | 0     | 0     | 0           | 0           | 1     | 0     |